# Lutiše
Lutiše (en hongrois : Lótos) est une commune de la région de Žilina, en Slovaquie.

## Histoire
La première mention écrite du village date de 1662.

## Démographie

### Évolution de la population
| Année:               | 1994. | 2004.   | 2014.   | 2024.   |
| -------------------- | ----- | ------- | ------- | ------- |
| Nombre de personnes: | 842   | 818     | 740     | 758     |
| Différence:          |       | -2,85 % | -9,53 % | +2,43 % |

| Année:               | 2023. | 2024.   |
| -------------------- | ----- | ------- |
| Nombre de personnes: | 757   | 758     |
| Différence:          |       | +0,13 % |